# Xpress: Platform 13
Xpress: Platform 13 (vroeger Xpress en Superman: The Ride) is een lanceerachtbaan in Walibi Holland. De attractie is een ontworpen en gebouwd door Vekoma. De opening vond plaats in april 2000.

## Ritverloop
In deze attractie worden de bezoekers vanuit een donkere tunnel met licht- en geluidseffecten met het LSM-systeem gelanceerd. Daarbij bereikt het achtbaantreintje in 2,9 seconde een topsnelheid van 90 km/u. Daarna volgt een Sea Serpent-looping en een kurkentrekker. De gehele rit duurt 1 minuut en 43 seconden. De trein rijdt aan het einde van de rit langs een scene met een metro waarbij er geluids- en lichteffecten optreden.

## Geschiedenis

### Het begin als Superman: The Ride
In april 2000 werd, kort na de overname door en hernoeming naar Six Flags (Holland), de achtbaan geopend, toen nog in het Superman-thema als “Superman: The Ride”. De baan was van origine knalrood en de steunpilaren blauw. Ook de twee treinen waren in deze kleurstelling; één rode en één blauwe. De kenmerkende lancering paste ook in de geest van Superman en zijn vliegkunsten.
Na de overname van Six Flags Holland door Palamon Capital Partners eind 2004 moest een nieuwe naam worden bedacht, dit werd Xpress.

### Problemen en sluitingen
In 2008 is de achtbaan tijdens het hoogseizoen drie maanden gesloten geweest, doordat er een kortsluiting was in de schakelkast en deze volledig moest worden hersteld. Tevens is de achtbaan in het volledige seizoen 2011 gesloten geweest, vanwege haarscheurtjes in de statoren (een onderdeel van de elektromotoren die gebruikt worden bij de lancering). Alle 90 statoren moesten worden vervangen. Door de lange levertijd van de onderdelen bleef de attractie noodgedwongen langdurig dicht. De achtbaan verdween uit de lijst van attracties en ook van de parkplattegrond. De ingang van de achtbaan werd dichtgetimmerd.

### Verfbeurt

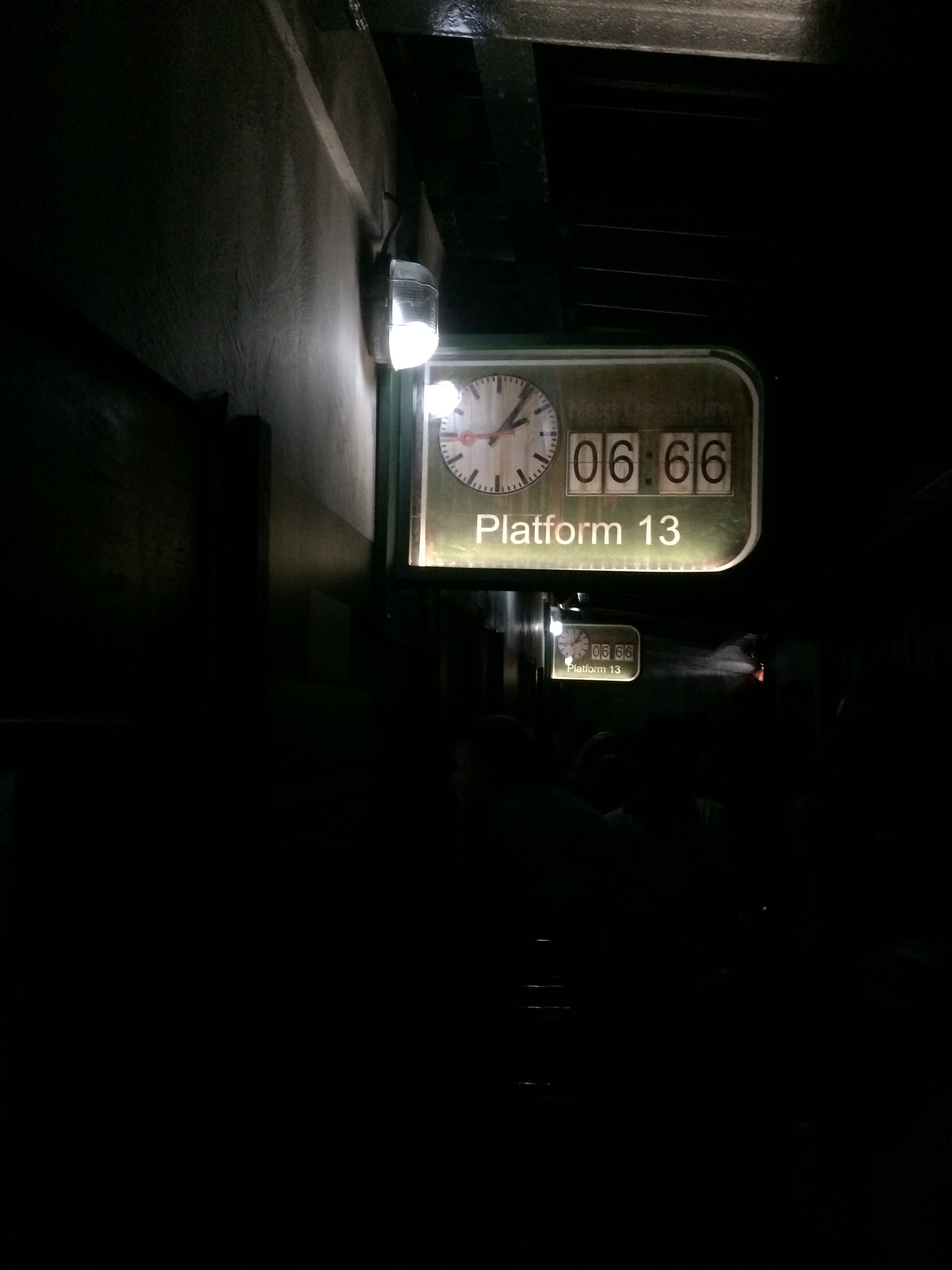
Bord bij de entree van de rit na het interactieve wachtrij-gedeelte.

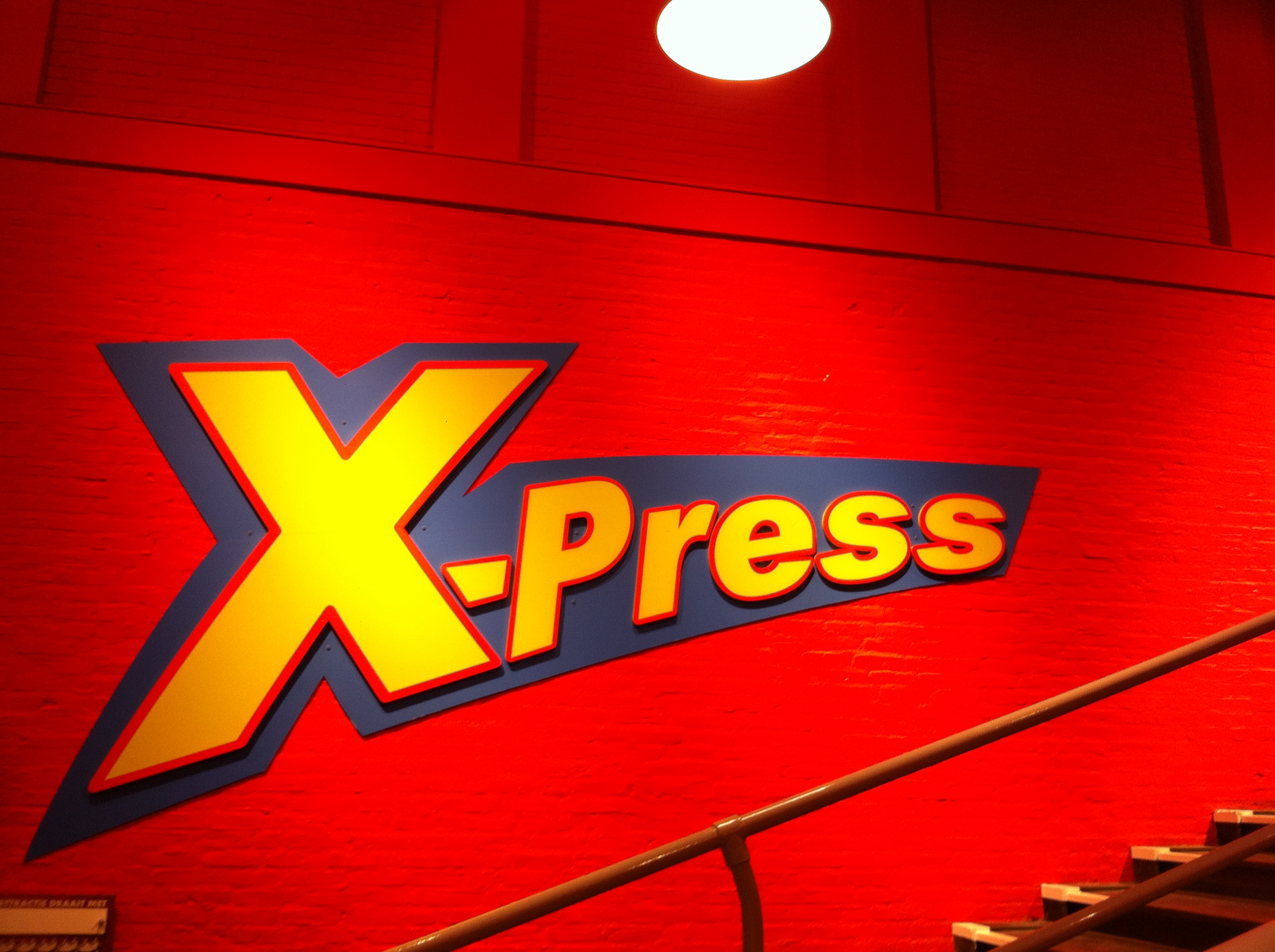
Het oude Xpress logo

Eind seizoen 2011 werd de Xpress schoongemaakt en geverfd voor het nieuwe seizoen 2012. De baan zelf werd zwart en de steunbalken werden lichtgrijs. De laatste jaren voor 2012 was het uiterlijk van de baan namelijk achteruitgegaan. Bij de opening in 2000 was de baan nog glimmend rood. Door regen en zon was dit echter veranderd in zeer dof roze, omdat er in elf jaar tijd geen groot onderhoud aan het uiterlijk was gepleegd.
Bij de start van seizoen 2012 opende de Xpress weer voor het reguliere publiek. De wachtrij werd verkort op de eerste verdieping en het station werd in de nieuwe zwartgrijze verf gezet. De kleuren van de treinen werden ook veranderd. De eerste trein die origineel blauw was kreeg een zilverkleurig met een metallic rode onderkant, bij de tweede trein die origineel rood was is dezelfde zilverkleur gebruikt maar dan met een metallic paarse onderkant.

### Lanceertunnel
Over het baandeel van de lancering staat een tunnel van circa 80 meter lang. Oorspronkelijk was bij de opening in 2000 de tunnel niet aanwezig. Om de techniek van het lanceersysteem tegen weersinvloeden te beschermen, werd besloten om de tunnel te plaatsen.
In 2010 kreeg de tunnel verlichting en het station en de wachtrij eigen themamuziek.

### Platform 13
In de wintermaanden van 2013-2014 werd de Xpress volledig gerenoveerd. Het station, het remgedeelte en de wachtrij werden volledig overdekt en opnieuw gethematiseerd als het verlaten metrostation Glenbrook Station. Tussen de wachtrij en het station werd een walkthrough gebouwd met geluids- en lichteffecten. De naam van de achtbaan werd gewijzigd naar Xpress: Platform 13. Er werd ook een nieuwe soundtrack gemaakt door Erik Arbores.

## Trivia
- Xpress is qua ontwerp van de baan identiek aan Rock 'n' Roller Coaster. Deze achtbaan staat in het Disneyland Paris in Parijs en in het Walt Disney World Resort in Florida (VS). Hoewel het ontwerp hetzelfde is, is de baan in Walibi smaller opgezet vanwege de lichtere treinen die op de baan staan. De treinen in Walibi bevatten geen muzieksysteem zoals de treinen in de Disneyparken. Hierdoor is de lancering langzamer en was het nodig de elementen in de baan te versmallen.
- De achtbaan heeft een extra trein die op drukke dagen ingezet kan worden.
- De tunnel bevatte aanvankelijk lichtbuizen, maar deze zijn verwijderd en in mei 2010 vervangen door gekleurde lampen.
- Toen Six Flags de baan kocht, was het plan om de baan de naam Joker's Jinx te geven (er zijn ook bronnen die de naam Riddler's Revenge noemen).[5][6] Hier werd door Six Flags uiteindelijk toch van afgezien, omdat men bang was dat superschurken niet bekend genoeg waren onder het Nederlandse publiek. De achtbaan kreeg daardoor nog voor de opening een herthematisering. De in de fabriek groen geverfde baandelen werden opnieuw geverfd naar de rood en blauwe Superman-kleuren. Dat gebeurde pas nadat de achtbaan opgebouwd was. De attractie is dus voor een korte periode groen geweest. Het groen is op de baandelen nog een klein beetje zichtbaar, namelijk rond de stroken waar de achtbaanwielen over heen rijden.
- Het fictieve metrostation waar het verhaal zich afspeelt, heet Glenbrook Station. In de Australische deelstaat New South Wales bestaat een echt Glenbrook Station.[7]

## Galerij

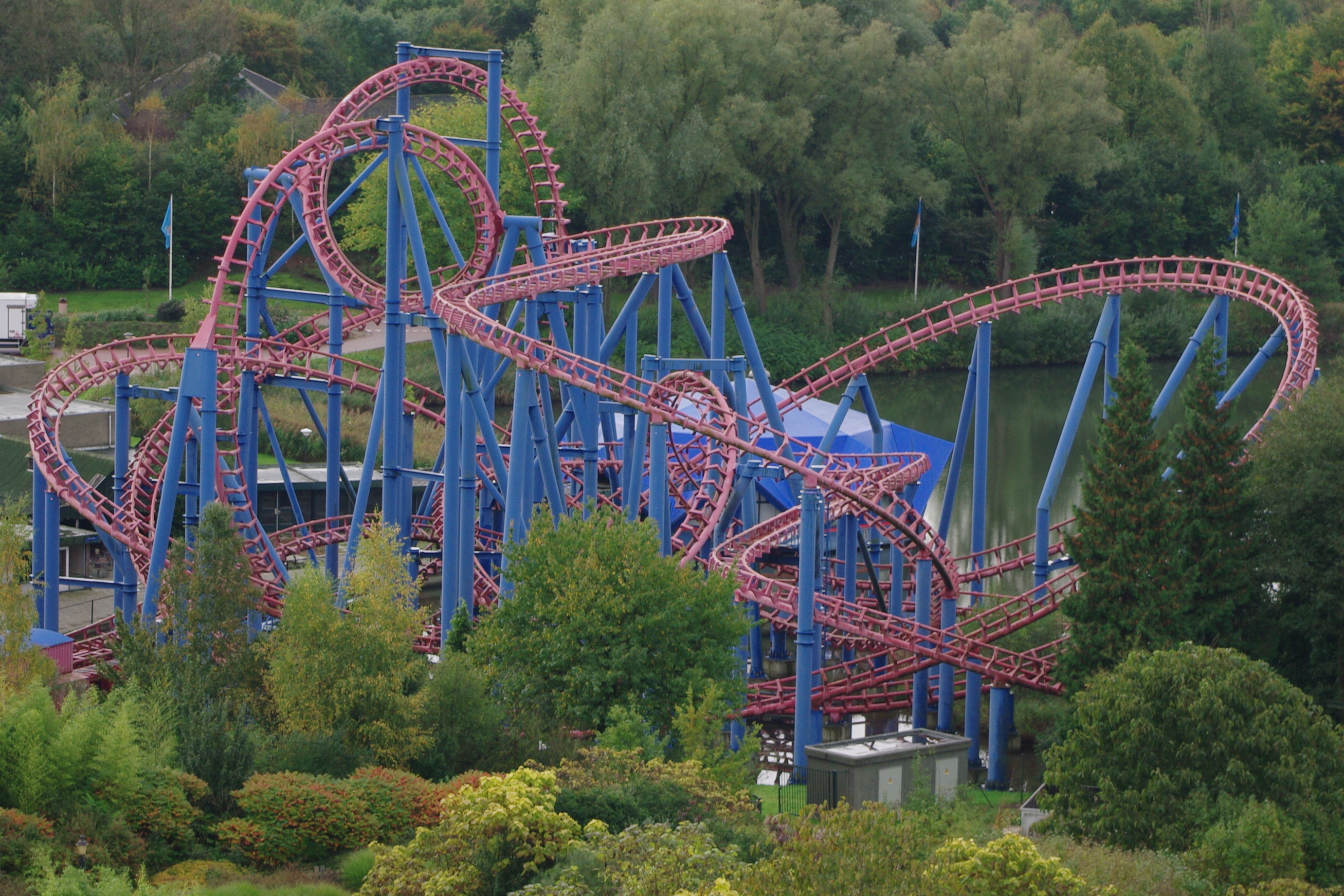
Xpress met oude kleurstelling gezien vanuit La Grande Roue

Afbeeldingen · Lijst van attracties